# 전북 현대 모터스 N
전북 현대 모터스 FC N(Jeonbuk Hyundai Motors Football Club N)은 대한민국 전북특별자치도 완주군에 있는 축구 선수단이다. 전북현대모터스에프씨가 운영하는 남자 U-23 축구단이며, 1999년에 창단되었다.

## 역사
2020년 12월 15일 한국프로축구연맹 제8차 이사회 결과, 2021 시즌부터 K리그 구단들이 ‘프로 B팀’을 운영할 경우 K4 리그에 참가할 수 있도록 하였다. 2022 시즌부터 대전 하나 시티즌 B, 대구 FC B와 함께 K4리그 참가에 나서게 되었다.
박진섭이 A팀의 전술 코치를 겸함과 동시에 전북 현대 모터스 B팀의 초대 감독으로 부임하였다. 또한 2021 시즌과 2022 시즌 준프로 계약을 맺었던 김준홍, 박채준, 이우연, 엄승민과 함께 12명의 우선지명+자유선발 신인 선수들을 영입하였다.

## 선수 명단
참고: FIFA 자격 규정에 따라 소속된 국가대표팀 국기를 표시합니다. 선수는 복수의 FIFA 비회원국 국적을 가지고 있을 수 있습니다.
| 번호 | 포지션 | 국적 | 이름   |
| ---- | ------ | ---- | ------ |
| 5    | DF     |      | 장민준 |
| 15   | DF     |      | 구자룡 |
| 18   | FW     |      | 이준호 |
| 21   | DF     |      | 박창우 |
| 30   | FW     |      | 이규동 |
| 31   | GK     |      | 공시현 |
| 32   | DF     |      | 김래우 |
| 35   | MF     |      | 강영석 |
| 36   | DF     |      | 장남웅 |
| 37   | FW     |      | 박준범 |
| 38   | GK     |      | 김태양 |

| 번호 | 포지션 | 국적 | 이름   |
| ---- | ------ | ---- | ------ |
| 40   | DF     |      | 이우연 |
| 47   | MF     |      | 박채준 |
| 49   | FW     |      | 성진영 |
| 50   | DF     |      | 진시우 |
| 55   | GK     |      | 황재윤 |
| 70   | DF     |      | 박시화 |
| 88   | FW     |      | 윤현석 |
| 96   | FW     |      | 박주영 |
| 99   | FW     |      | 김창훈 |
| —    | MF     |      | 손준호 |

## 참고 문헌
- “스포츠지원포털 등록 현황”. 대한체육회.
- “KFA 통합경기정보 시스템”. 대한축구협회.
- “K리그 데이터 포털”. 한국프로축구연맹.

## 같이 보기
- 전북 현대 모터스 FC